# أوله كالغرين
أوله كالغرين (بالسويدية: Olle Källgren)‏ (مواليد 7 سبتمبر 1907) هو لاعب كرة قدم. يلعب مع منتخب السويد لكرة القدم. سبق له أن لعب في كأس العالم لكرة القدم مع منتخب بلاده.

## روابط خارجية
- أوله كالغرين على موقع الاتحاد الدولي (مؤرشف)  (الإنجليزية)
- أوله كالغرين على موقع اتحاد السويد (السويدية)
- أوله كالغرين على موقع قاعدة بيانات كرة القدم.إي يو (الإنجليزية)
- أوله كالغرين على موقع ناشيونال فوتبول تيمز (الإنجليزية)
- أوله كالغرين على موقع عالم كرة القدم.نت (الإنجليزية)